# Xylotrechus rusticus
Espèce
Synonymes
- Callidium atomarium Fabricius, 1792[2]
- Callidium confusum Herbst, 1784[2]
- Callidium hafniense Fabricius, 1775[2]
- Callidium rusticum (Linnaeus) Fabricius, 1787[2]
- Cerambyx liciatus Linnaeus, 1767[2]
- Clytus atomarius Fabricius, 1801[2]
- Clytus rusticus (Linnaeus) Redtenbacher, 1858[2]
- Leptura rustica Linnaeus, 1758[2]
- Rusticoclytus rusticus (Linnaeus) Vives, 1977[2]
- Rusticoclytus rusticus (Linnaeus, 1758) (préféré par NCBI)[3]
- Xylotrechus kuwayamae Mitsuhashi, 1906[2]
- Xylotrechus rusticus[3]

Xylotrechus rusticus, le Clyte rustique est un insecte coléoptère longicorne de la famille des Cerambycidae.

## Répartition
Eurasiatique, le Clyte rustique est présent de la France au Japon.

## Biologie
La larve est xylophage sur les bois tendres dont le bouleau, le peuplier et le saule.

## Liste des variétés
Selon BioLib (2 mai 2019) :
- variété Xylotrechus rusticus var. basinotatus Pic, 1934
- variété Xylotrechus rusticus var. brevetestaceus Pic, 1934
- variété Xylotrechus rusticus var. fauconneti Pic, 1934
- variété Xylotrechus rusticus var. heroicus Plavilstshikov
- variété Xylotrechus rusticus var. heros Ganglbauer, 1882
- variété Xylotrechus rusticus var. subuniformis Pic
- variété Xylotrechus rusticus var. uniformis Reitter
- variété Xylotrechus rusticus var. viturati Pic, 1934